# 中国防痨协会
中国防痨协会是中华人民共和国预防痨病工作者组成的全国性、学术性、非营利性社会团体，由中国科学技术协会主管，原名中国预防痨病协会，1933年在10月上海市成立。1937年至1945年的全面抗战时期基本停滞。